# Юніверсіті-Парк (Техас)
Юніверсіті-Парк (англ. University Park) — місто (англ. city) в США, в окрузі Даллас штату Техас. Населення — 25 278 осіб (2020).

## Географія
Юніверсіті-Парк розташоване за координатами 32°50′55″ пн. ш. 96°47′43″ зх. д. / 32.84861° пн. ш. 96.79528° зх. д. (32.848624, -96.795250). За даними Бюро перепису населення США в 2010 році місто мало площу 9,57 км², з яких 9,55 км² — суходіл та 0,02 км² — водойми.

## Демографія
Згідно з переписом 2010 року, у місті мешкало 23 068 осіб у 7315 домогосподарствах у складі 5392 родин. Густота населення становила 2412 осіб/км². Було 7884 помешкання (824/км²).
Расовий склад населення:
| - 94,2 % — білих - 2,7 % — азіатів - 0,9 % — чорних або афроамериканців - 0,2 % — корінних американців |

До двох чи більше рас належало 1,5 %. Частка іспаномовних становила 4,0 % від усіх жителів.
За віковим діапазоном населення розподілялося таким чином: 29,4 % — особи молодші 18 років, 62,9 % — особи у віці 18—64 років, 7,7 % — особи у віці 65 років та старші. Медіана віку мешканця становила 29,7 року. На 100 осіб жіночої статі у місті припадало 92,8 чоловіків; на 100 жінок у віці від 18 років та старших — 87,3 чоловіків також старших 18 років.
Середній дохід на одне домашнє господарство становив 260 497 доларів США (медіана — 177 098), а середній дохід на одну сім'ю — 291 966 доларів (медіана — 215 888). Медіана доходів становила 200 595 доларів для чоловіків та 74 243 долари для жінок. За межею бідності перебувало 4,4 % осіб, у тому числі 2,4 % дітей у віці до 18 років та 1,9 % осіб у віці 65 років та старших.
Цивільне працевлаштоване населення становило 10 521 особа. Основні галузі зайнятості: освіта, охорона здоров'я та соціальна допомога — 22,9 %, науковці, спеціалісти, менеджери — 21,8 %, фінанси, страхування та нерухомість — 18,1 %.